# Parahypera
Parahypera är ett släkte av skalbaggar. Parahypera ingår i familjen vivlar.
Kladogram enligt Catalogue of Life:
| Parahypera | \| \| Parahypera ussurica \| \| \| \| |
|            | \| \| Parahypera ussurica \| \| \| \| |
|            | Parahypera ussurica                   |
|            |                                       |